# Letnica (województwo lubuskie)
Letnica (niem. Lättnitz) – wieś w Polsce, położona w województwie lubuskim, w powiecie zielonogórskim, w gminie Świdnica.
W latach 1975–1998 miejscowość administracyjnie należała do województwa zielonogórskiego.

## Nazwa
Według niemieckiego językoznawcy Heinricha Adamy’ego nazwa miejscowości pochodzi od polskiego słowa - "liść". W swoim dziele o nazwach miejscowych na Śląsku wydanym w 1888 roku we Wrocławiu wymienia on nazwę w formie "Letheniz" podając jej znaczenie "Sommerlaube, Laubhutte" czyli po polsku "Letnie liście, liściasta chata". Niemcy zgermanizowali nazwę na Lättnitz w wyniku czego utraciła ona swoje pierwotne znaczenie.
W 1295 w kronice łacińskiej Liber fundationis episcopatus Vratislaviensis (pol. Księga uposażeń biskupstwa wrocławskiego) miejscowość wymieniona jest w zlatynizowanej formie Lethnicza villa.

## Historia
Około 1300 roku wieś ta została odnotowana po raz pierwszy jako Lethnicza i była ona wówczas własnością komesa Mlodote, płacącego biskupowi wrocławskiemu dziesięcinę z 23 łanów. Kolejna wzmianka, zawarta w dokumencie z 1376 roku, odnosi się do proboszcza tutejszego kościoła. Z Letnicą w 1416 roku był związany Jone Lansitz, a około połowy XV wieku Hans von Knobelsdorff i między 1529 a 1550 Balthasar von Knobelsdorff z synami. Jeden z nich - Wolfram, po okresie współwłasności, władał samodzielnie wsią do swojej śmierci w 1567 roku. Letnicę w 1569 roku otrzymał Christoph von Köslitz z Buchałowa w formie lenna. Jan Stefan Bojanowski jest też wymieniany jako właściciel wsi. Zmarł on w 1613 roku. Pierwsze założenie dworsko-folwarczne w Letnicy zbudowano z Inicjatywy Christopha von Köslitza. W 1600 roku Christoph zmarł, a w następnym roku doszło do podziału majątku między trzech braci: Hansa, Christopha i Sigismunda von Köslitzów. Majątek letnicki przejął z czasem wnuk Christopha Max von Köslitz, który pozbył się niedochodowego majątku w 1685 roku, sprzedając go Hansowi von Schenkendorfowi. Dwór renesansowy przechodzący z rąk do rąk został w 1735 roku przebudowany w stylu barokowym przez jednego ze spadkobierców Schenkendorfa, Hansa von Diebitscha. W 1733 roku Hans przejął całą letnicką posiadłość, a kupił ją od barona Johanna von Diebitscha. Na terenie Letnicy znajdowały się około 1790 roku m.in. 2 folwarki, dwór i 5 młynów, w tym 4 wodne i jeden wiatrowy. Odnotowano wówczas 92 gospodarstwa i 468 mieszkańców. Dobra letnickie nabyli w 1797 roku Bojanowscy z Nowego Kisielina. Kilka lat później, w 1805 roku majątek kupił Ernst Friedrich Wilhelm von Knobelsdorff. W drugiej połowie XIX wieku przedstawiciele tej rodziny zainicjowali kolejny remont pałacu, obejmujący zarówno jego bryłę, jak i wnętrze. W 1930 roku majątek przejęła rodzina von Blomberg. Po II wojnie światowej znajdował się on pod zarządem Państwowego Gospodarstwa Rolnego.

## Zabytki
Do wojewódzkiego rejestru zabytków wpisane są:
- kościół rzymskokatolicki filialny pod wezwaniem św. Apostołów Szymona i Judy Tadeusza[8], murowany z kamienia i cegły, wybudowany w stylu gotyckim w latach 1572-1579
- kościół - zbór ewangelicki, wzniesiona w 1819 roku murowana budowla klasycystyczna, w miejsce szachulcowej z 1743 roku dzięki fundacji Ernsta von Knobelsdorffa[9]. Jest to salowy obiekt założony na planie prostokąta z kwadratową, w górnej kondygnacji ośmioboczną wieżą zbudowaną po zachodniej stronie, która jest wzmocnioną dwiema szkarpami. Dach naczółkowy nakrywa korpus, zaś wieżę wieńczy ośmioboczny hełm. Drewniany strop w postaci spłaszczonej kolebki przykrywa wnętrze. Pokryty geometryczno-roślinną polichromią. Zachowały się w, nim drewniane empory ozdobione malowanymi klasycystycznymi girlandami i wsparte na słupach, które wieńczą kwadratowe kapitele zdobione motywami roślinnymi. Po wojnie dawna świątynia ewangelicka służyła katolikom, która w latach sześćdziesiątych XX wieku była już opuszczona i spustoszona. Później, przez jakiś czas mieścił się w niej magazyn Gminnej Spółdzielni „Samopomoc Chłopska”. Ostatnio elewacje tego interesującego obiektu gruntownie odnowiono[9].
- dwór - Letnicki dwór to założony na planie prostokąta murowany z kamienia i cegły budynek. Pseudoryzalit zwieńczony trójkątnym tympanonem umieszczono z frontu tego piętrowego, podpiwniczonego obiektu. Przez półkolisty ganek na którym umieszczono taras prowadzi wejście główne. Pod tympanonem znajduje się kartusz herbowy rodziny von Diebitsch[3]. Na elewacjach zachował się skromny detal architektoniczny w formie boniowania i obramienia okiennego. Dwór jest nakryły dachem naczółkowym. W przyziemiu zachowały się sklepienia krzyżowe, a w piwnicach kolebkowe. Na ścianach niektórych pomieszczeń zostały odkryte ślady barokowej polichromii[9].

inne zabytki:
- zamek w ruinie z XIV wieku.  W Letnicy istniał prawdopodobnie już w XIII wieku zameczek drewniano-ziemny, wzniesiony na krawędzi podmokłej łąki, w pobliżu niewielkiego garbu terenowego, w centrum wsi, na zapleczu dawnego majątku. Założenie otoczone było murem obronnym (obecnie szczątkowym), zbudowanym z kamieni polnych oraz fosą i niskim wałem ziemnym. W początkach XIV wieku należał do komesa Mlodote. Niedługo potem  miejscu wzniesiono kamienną wieżę mieszkalną. Miała ona wymiary 7x11 metrów i została otoczona fosą. Wieża została zniszczona  wojnie trzydziestoletniej, a po pożarze nie została już odbudowana. Resztki murów znajdują się na południe od kościoła parafialnego.[10]

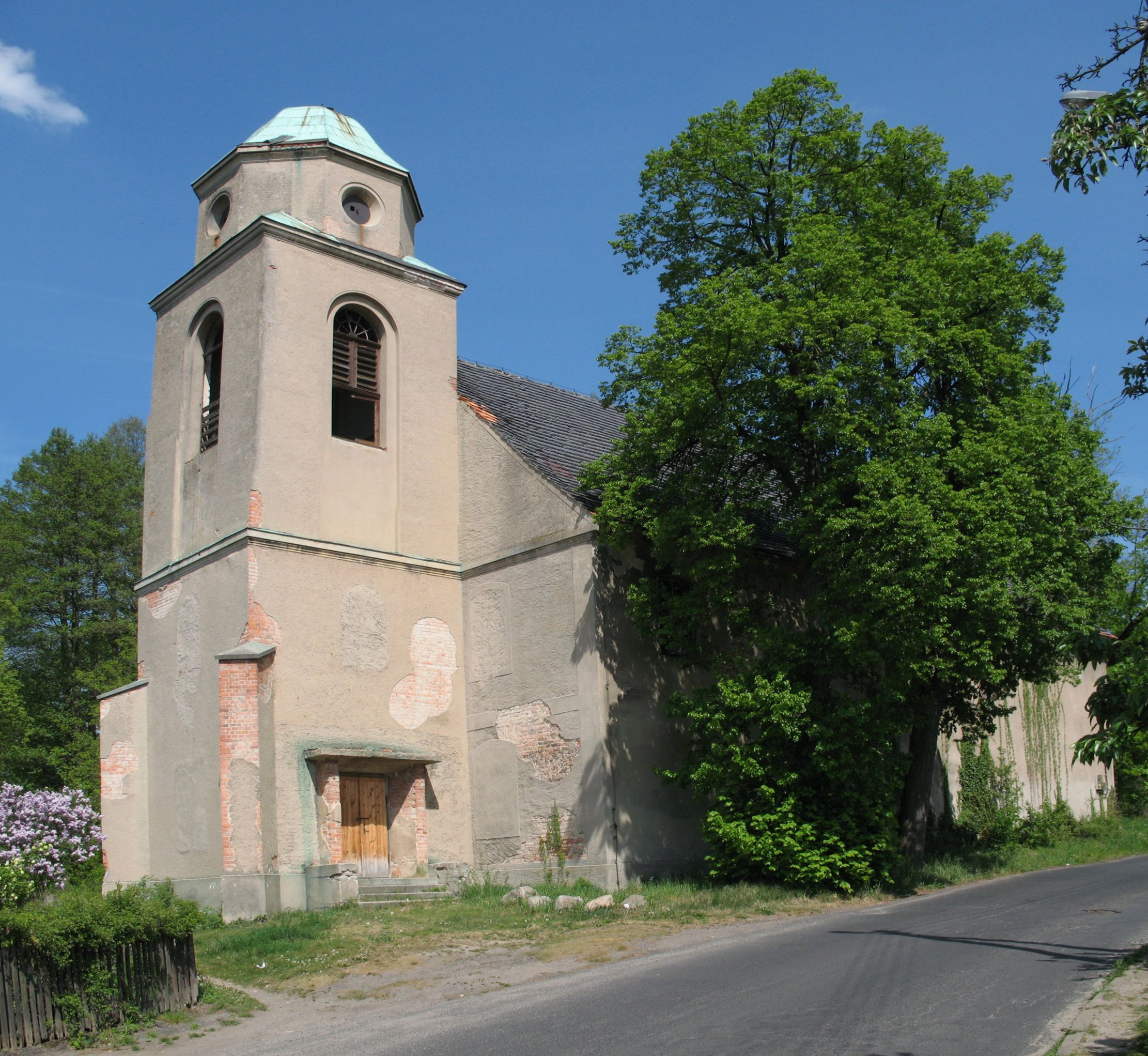
Budynek dawnego kościoła ewangelickiego
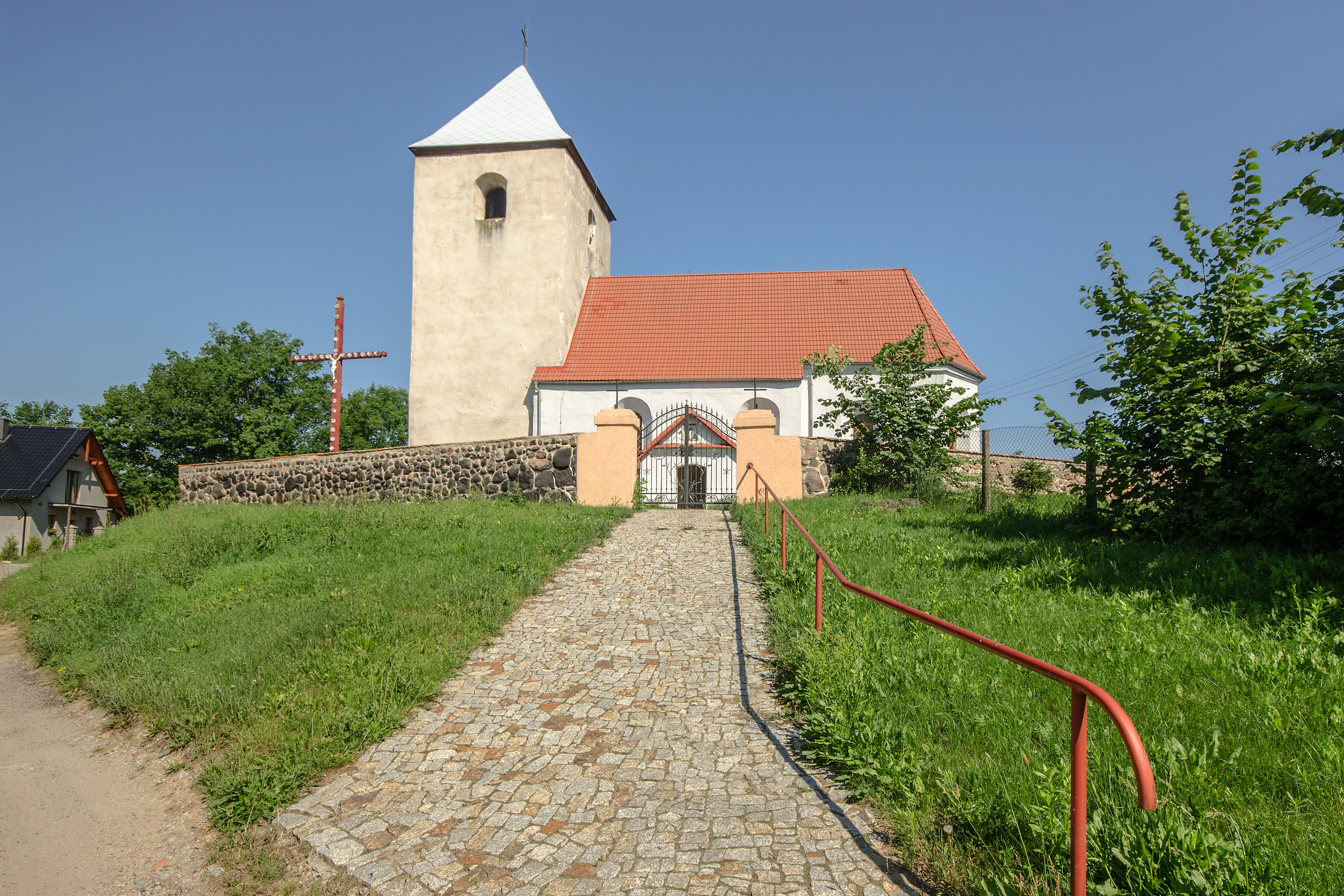
Kościół św. Apostołów Szymona i Judy Tadeusza
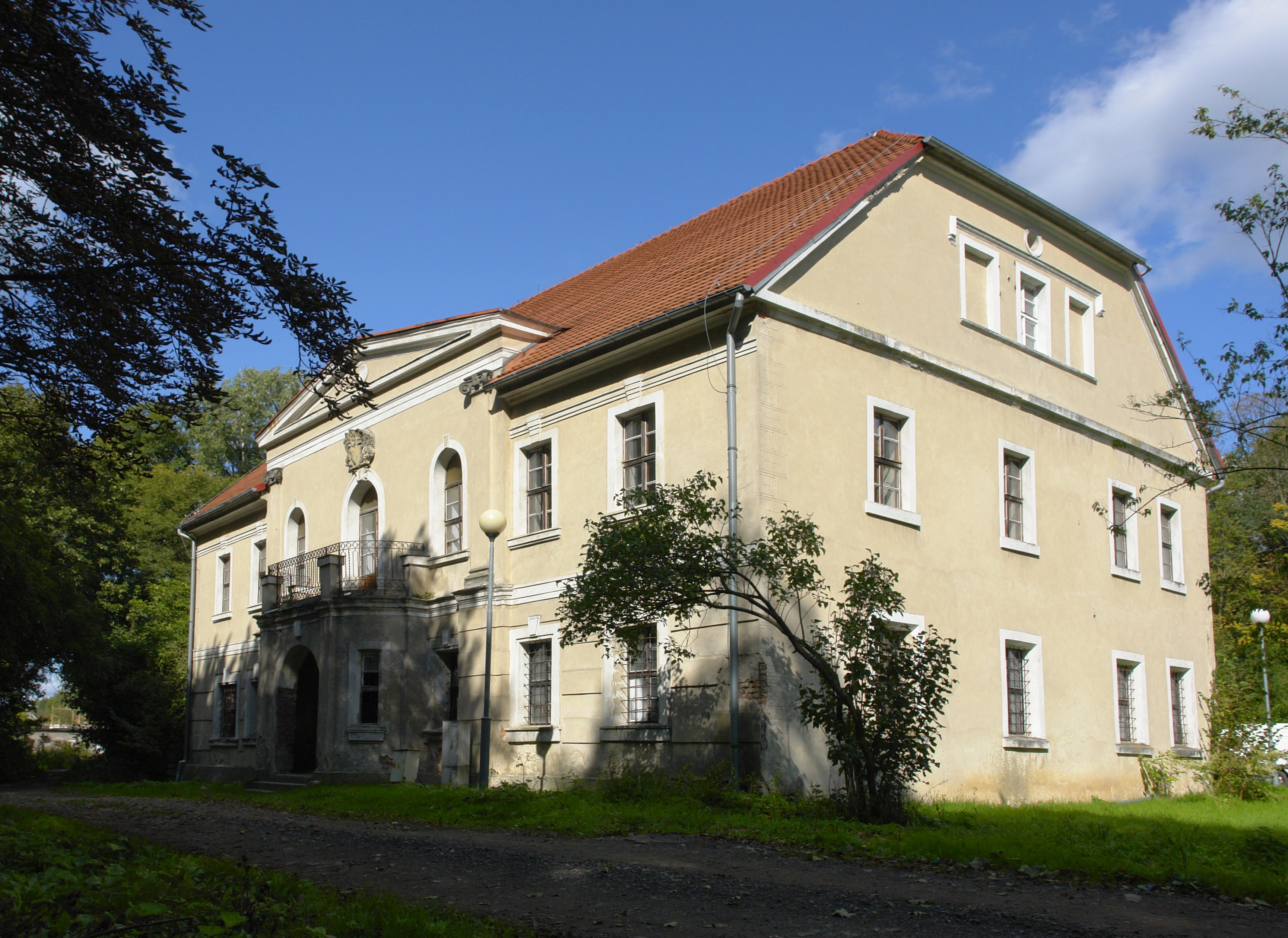
Dawny dwór w Letnicy